# Кубок Америки по футболу 1983
32-й Кубок Америки продолжил формулу розыгрыша, принятую на предыдущих двух чемпионатах. 9 команд (все за исключением действующего чемпиона Южной Америки), разбитые на 3 группы по 3 команды, в двухкруговом (дома и в гостях) турнире определяли 3-х полуфиналистов (четвёртым полуфиналистом становился действующий чемпион Южной Америки). Полуфиналы и финал также состояли из двух матчей. Вновь у турнира не было страны-хозяйки.

## Групповой этап

### Группа A
| Команда   | О | И | В | Н | П | МЗ | МП |
| --------- | - | - | - | - | - | -- | -- |
| Уругвай   | 6 | 4 | 3 | 0 | 1 | 7  | 4  |
| Чили      | 5 | 4 | 2 | 1 | 1 | 8  | 2  |
| Венесуэла | 1 | 4 | 0 | 1 | 3 | 1  | 10 |

| 1 сентября 1983 | \| Уругвай \| 2:1 \| Чили \| \| Асеведо 45' Морена 63'(пен.) \| Голы \| Хуан Карлос Орельяна 76' \| | Сентенарио, Монтевидео Зрителей: 30 000 Судья: Арналдо Сезар Коэльо |
| Уругвай: Родригес, Монтелонго, Гутьеррес 77, Асеведо, Агреста, Гонсалес, Барриос, Кабрера, Лусардо (76 Саралеги), Морена, Акоста (81 Агилера) · Чили: Корнес — Валенсуэла, Л.Эррера (Хуан Карлос Орельяна), Рубен Эспиноса, Родольфо Дубо — Хисис, Пачеко, Л.Рохас — Хуан Карлос Летелье, Уртадо (Х.Рохас 77), Хорхе Аравена | |                                                                     |
| Уругвай | 2:1                                                                                                 | Чили                                                                |
| Асеведо 45' Морена 63'(пен.) | Голы                                                                                                | Хуан Карлос Орельяна 76'                                            |

| 4 сентября 1983 | \| Уругвай \| 3:0 \| Венесуэла \| \| Кабрера 35' Морена 51'(пен.) Лусардо 68' \| Голы \| \| | Сентенарио, Монтевидео Зрителей: 60 000 Судья: Габриэль Гонсалес |
| Уругвай: Родригес, Эсналь, Асеведо, Монтелонго, Агреста, Гонсалес, Барриос, Кабрера, Лусардо, Морена (70 Агилера), Акоста 70' · Венесуэла: Баэна — Р.Торрес 70', Акоста, О.Торрес, Бетанкурт — Эльие, Родригес (Симонельи 85'), Б.Барбоса — Карреро (Кастельянос), Карвахаль, Педро Феблес |                                                                                             |                                                                  |
| Уругвай | 3:0                                                                                         | Венесуэла                                                        |
| Кабрера 35' Морена 51'(пен.) Лусардо 68' | Голы                                                                                        |                                                                  |

| 8 сентября 1983 | \| Чили \| 5:0 \| Венесуэла \| \| Оскар Арриаса 22' Родольфо Дубо 25' Хорхе Аравена 35' 83' Рубен Эспиноса 51' \| Голы \| \| | Национальный стадион, Сантьяго Зрителей: 20 000 Судья: Энрике Лабо |
| Чили: Р.Рохас — Рубен Эспиноса, Пачеко, Валенсуэла, Хисис — Л.Рохас (Сото Кинтана), Родольфо Дубо, Хорхе Аравена — О.Эррера (Хуан Карлос Летелье), Оскар Арриаса, Хуан Карлос Орельяна · Венесуэла: Вега — Рамос (Фернандес), Акоста, Эльие, Бетанкурт — Б.Барбоса 85', Родригес, Карреро — Кастельянос (Милильо), Педро Феблес, Карвахаль | |                                                                    |
| Чили | 5:0 | Венесуэла                                                          |
| Оскар Арриаса 22' Родольфо Дубо 25' Хорхе Аравена 35' 83' Рубен Эспиноса 51' | Голы |                                                                    |

| 11 сентября 1983 | \| Чили \| 2:0 \| Уругвай \| \| Родольфо Дубо 9' Хуан Карлос Летелье 80' \| Голы \| \| | Национальный стадион, Сантьяго Зрителей: 55 000 Судья: Теодоро Нитти |
| Чили: Р.Рохас — Рубен Эспиноса, Л.Эррера, Валенсуэла, Хисис — Родольфо Дубо, Сото Кинтана, Л.Рохас — Хуан Карлос Летелье, Оскар Арриаса (Хуан Карлос Орельяна), Хорхе Аравена Уругвай: Родригес, Оливера, Асеведо, Монтелонго, Агреста, Гонсалес, Барриос, Кабрера, Де Лос Сантос (70 Агилера), Лусардо, Вильясан |                                                                                        |                                                                      |
| Чили | 2:0                                                                                    | Уругвай                                                              |
| Родольфо Дубо 9' Хуан Карлос Летелье 80' | Голы                                                                                   |                                                                      |

| 18 сентября 1983 | \| Венесуэла \| 1:2 \| Уругвай \| \| Педро Феблес 77' \| Голы \| Сантельи 74' Агилера 87' \| | Брихидо Ириарте, Каракас Зрителей: 3 000 Судья: Карлос Монтальван |
| Венесуэла: Вега — Родригес, Акоста, Х.Барбоса, Бетанкурт — Санчес, Рицци, Эльие — Гамбоа (Карреро), Педро Феблес, Карвахаль (Седеньо) · Уругвай: Родригес, Оливера, Асеведо, Монтелонго 55', Агреста (69 Сантельи), Гонсалес, Барриос, Саралеги (57 Диого), Кабрера, Агилера, Акоста |                                                                                              |                                                                   |
| Венесуэла | 1:2                                                                                          | Уругвай                                                           |
| Педро Феблес 77' | Голы                                                                                         | Сантельи 74' Агилера 87'                                          |

| 21 сентября 1983 | \| Венесуэла \| 0:0 \| Чили \| | Брихидо Ириарте, Каракас Зрителей: 3 000 Судья: Карлос Монтальван |
| Венесуэла: Баэна — Родригес, Акоста, Х.Барбоса, Бетанкурт — Санчес, Рицци, Карреро (Урданета), Седеньо — Карвахаль (О.Торрес), Педро Феблес Чили: Р.Рохас — Рубен Эспиноса (Сото Кинтана), Л.Эррера, Родольфо Дубо, Хисис — Хуан Карлос Летелие, Валенсуэла, Хорхе Аравена, Л.Рохас — Оскар Арриаса (Хуан Карлос Орельяна), Х.Рохас |                                |                                                                   |
| Венесуэла | 0:0                            | Чили                                                              |

### Группа B
| Команда   | О | И | В | Н | П | МЗ | МП |
| --------- | - | - | - | - | - | -- | -- |
| Бразилия  | 5 | 4 | 2 | 1 | 1 | 6  | 1  |
| Аргентина | 5 | 4 | 1 | 3 | 0 | 5  | 4  |
| Эквадор   | 2 | 4 | 0 | 2 | 2 | 4  | 10 |

| 10 августа 1983 | \| Эквадор \| 2:2 \| Аргентина \| \| Гало Фидеан Васкес 68' Хосе Хасинто Вега 79' \| Голы \| Бурручага 40' 51' \| | Олимпико Атауальпа, Кито Зрителей: 50 000 Судья: Хильберто Аристисабаль |
| Эквадор: Дельгадо — Нарваэс, Армас, Клинхер, Ханс Мальдонадо — Хосе Хасинто Вега, Вильяфуэрте, Каррера (Гало Фидеан Васкес) — Тенорио, Лупо Киньонес (Рон), Горосабель Аргентина: Пумпидо — Клаусен (69 Бухедо), Браун, Хорхе, Гарре — Джусти, Руссо, Сабелья, Бурручага — Виктор Рамос (68 Инсуа), Гарсия | |                                                                         |
| Эквадор | 2:2 | Аргентина                                                               |
| Гало Фидеан Васкес 68' Хосе Хасинто Вега 79' | Голы | Бурручага 40' 51'                                                       |

| 17 августа 1983 | \| Эквадор \| 0:1 \| Бразилия \| \| \| Голы \| Роберто Динамит 14' \| | Олимпико Атауальпа, Кито Зрителей: 50 000 Судья: Альфонсо Постиго |
| Эквадор: Дельгадо — Нарваэс, Армас, Клинхер, Ханс Мальдонадо — Гранда, Гало Фидеан Васкес, Хосе Хасинто Вега (Каррера) — Тенорио, Вильяфуэрте, Горосабель (Лупо Киньонес) · Бразилия: Леао, Леандро, Марсио, Мозер, Жуниор, Андраде , Ренато (Шина), Тита, Карека, Роберто Динамит, Жоржиньо Путинатти |                                                                       |                                                                   |
| Эквадор | 0:1                                                                   | Бразилия                                                          |
| | Голы                                                                  | Роберто Динамит 14'                                               |

| 24 августа 1983 | \| Аргентина \| 1:0 \| Бразилия \| \| Рикардо Гарека 55' \| Голы \| \| | Монументаль, Буэнос-Айрес Зрителей: 70 000 Судья: Хуан Даниэль Кардельино |
| Аргентина: Фильоль — Камино, Моусо, Троссеро, Гарре — Понсе, Руссо (46 Марангони), Сабелья, Марсико (78 Виктор Рамос) — Рикардо Гарека, Бурручага Бразилия: Леао, Пауло Роберто, Мозер, Тониньо Карлос, Жуниор, Шина, Тита, Ренато (Жералдо), Карека, Роберто Динамит, Жоржиньо Путинатти |                                                                        |                                                                           |
| Аргентина | 1:0                                                                    | Бразилия                                                                  |
| Рикардо Гарека 55' | Голы                                                                   |                                                                           |

| 1 сентября 1983 | \| Бразилия \| 5:0 \| Эквадор \| \| Ренато Гаушу 12' Роберто Динамит 46' 55' Эдер 58' Тита 60' \| Голы \| \| | Серра Доурада, Гояния Зрителей: 35 000 Судья: Луис Грегорио Да Роса |
| Бразилия: Леао, Леандро, Марсио (Тониньо Карлос), Мозер, Жуниор, Тита (Шина), Жоржиньо Путинатти, Ренато, Ренато Гаушу, Роберто Динамит, Эдер Эквадор: Дельгадо — Нарваэс (Энкалада), Армас, Клинхер, Ханс Мальдонадо — Гало Фидеан Васкес (Куви), Гранда, Кинтерос — Тенорио, Лупо Киньонес, Вильяфуэрте | |                                                                     |
| Бразилия | 5:0 | Эквадор                                                             |
| Ренато Гаушу 12' Роберто Динамит 46' 55' Эдер 58' Тита 60' | Голы |                                                                     |

| 7 сентября 1983 | \| Аргентина \| 2:2 \| Эквадор \| \| Виктор Рамос 50' Бурручага 90'(пен.) \| Голы \| Лупо Киньонес 44' Ханс Мальдонадо 90' \| | Монументаль, Буэнос-Айрес Зрителей: 40 000 Судья: Хуан Даниэль Кардельино |
| Аргентина: Фильоль — Камино, Моусо, Троссеро, Гарре — Понсе (46 Виктор Рамос), Марангони (70 Ринальди), Сабелья, Марсико — Рикардо Гарека, Бурручага Эквадор: Родригес — Энкалада, Клинхер, Армас, Ханс Мальдонадо — Хосе Хасинто Вега, Руис, Лупо Киньонес — Рон, Киньонес, Куви | |                                                                           |
| Аргентина | 2:2 | Эквадор                                                                   |
| Виктор Рамос 50' Бурручага 90'(пен.) | Голы | Лупо Киньонес 44' Ханс Мальдонадо 90'                                     |

| 14 сентября 1983 | \| Бразилия \| 0:0 \| Аргентина \| | Маракана, Рио-де-Жанейро Зрителей: 75 000 Судья: Марио Лира |
| Бразилия: Леао, Леандро, Марсио, Мозер, Жуниор, Андраде, Жоржиньо Путинатти, Сократес, Ренато Гаушу, Роберто Динамит, Эдер Аргентина: Фильоль — Олартикоэчеа, Браун, Троссеро, Гарре — Руссо, Марангони, Сабелья (65 Виктор Рамос), Марсико (82 Понсе) — Рикардо Гарека, Бурручага |                                    |                                                             |
| Бразилия | 0:0                                | Аргентина                                                   |

### Группа C
| Команда  | О | И | В | Н | П | МЗ | МП |
| -------- | - | - | - | - | - | -- | -- |
| Перу     | 6 | 4 | 2 | 2 | 0 | 6  | 4  |
| Колумбия | 4 | 4 | 1 | 2 | 1 | 5  | 5  |
| Боливия  | 2 | 4 | 0 | 2 | 2 | 4  | 6  |

| 14 августа 1983 | \| Боливия \| 0:1 \| Колумбия \| \| \| Голы \| Алекс Вальдеррама 73' \| | Эрнандо Силес, Ла-Пас Зрителей: 40 000 Судья: Габриэль Гонсалес |
| Боливия: Террасас — Варгас, Перес, Вака, Урисар — Камачо, Вильярроэль, Эрвин Ромеро, Борха (Салинас) — Месса, Агилар (Сильвио Рохас) Колумбия: Мина — Боланьо, Нольберто Молина, Виафара, Луна — Игуаран, Эррера (Ортис), Сармьенто, Кайседо — Алекс Вальдеррама, Диас (Барриос) |                                                                         |                                                                 |
| Боливия | 0:1                                                                     | Колумбия                                                        |
| | Голы                                                                    | Алекс Вальдеррама 73'                                           |

| 17 августа 1983 | \| Перу \| 1:0 \| Колумбия \| \| Франко Наварро 77' \| Голы \| \| | Национальный стадион, Лима Зрителей: 30 000 Судья: Хосе Луис Мартинес Басан |
| Перу: Акасусо — Рамирес, Рекена, Диас (69 Касанова), Рохас — Веласкес, Херман Легия, Рейна (65 Бонельи) — Эдуардо Маласхаэс, Франко Наварро, Муньос Колумбия: Мина — Боланьос, Нольберто Молина, Виафара (72 Эскобар), Луна — Диас, Эррера, Сармьенто, Кайседо — Барриос (75 Де Авила), Игуаран |                                                                   |                                                                             |
| Перу | 1:0                                                               | Колумбия                                                                    |
| Франко Наварро 77' | Голы                                                              |                                                                             |

| 21 августа 1983 | \| Боливия \| 1:1 \| Перу \| \| Эрвин Ромеро 65' \| Голы \| Франко Наварро 89' \| | Эрнандо Силес, Ла-Пас Зрителей: 45 000 Судья: Хорхе Эдуардо Ромеро |
| Боливия: Террасас — Варгас, Коимбра, Урисар, Ариас — Мильтон Мельгар, Кастильо, Эрвин Ромеро, Давид Паниагва — Месса, Сильвио Рохас Перу: Акасусо — Рамирес, Дуарте (70 Касанова), Рекена, Агвайо — Веласкес, Бонельи, Херман Легия (76 Мора) — Эдуардо Маласхаэс, Нейра, Франко Наварро |                                                                                   |                                                                    |
| Боливия | 1:1                                                                               | Перу                                                               |
| Эрвин Ромеро 65' | Голы                                                                              | Франко Наварро 89'                                                 |

| 28 августа 1983 | \| Колумбия \| 2:2 \| Перу \| \| Мигель Аугусто Принсе 46' Фернандо Фиорильо 69' \| Голы \| Эдуардо Маласхаэс 25'(пен.) Хуан Кабальеро 85' \| | Эль Капин, Богота Зрителей: 50 000 Судья: Арналдо Сезар Коэльо |
| Колумбия: Мина — Боланьо, Нольберто Молина, Мигель Аугусто Принсе, Луна — Эррера (50 Фернандо Фьорильо), Диас, Кайседо (72 Пелуффо), Сармьенто — Игуаран, Алекс Вальдеррама Перу: Акасусо — Рамирес, Рекена, Дуарте, Рохас — Веласкес, Херман Легия, Рейна (84 Мора) — Эдуардо Маласхаэс, Франко Наварро, Хуан Кабальеро | |                                                                |
| Колумбия | 2:2 | Перу                                                           |
| Мигель Аугусто Принсе 46' Фернандо Фиорильо 69' | Голы | Эдуардо Маласхаэс 25'(пен.) Хуан Кабальеро 85'                 |

| 31 августа 1983 | \| Колумбия \| 2:2 \| Боливия \| \| Алекс Вальдеррама 2' Нольберто Молина 60'(пен.) \| Голы \| Мильтон Мельгар 78' Сильвио Рохас 80' \| | Эль Кампин, Богота Зрителей: 45 000 Судья: Хосе Вергара |
| Колумбия: Сапе — Боланьо, Нольберто Молина, Мигель Аугусто Принсе, Луна — Эррера (Пелуффо), Диас, Кайседо, Сармьенто (Игуаран) — Фернандо Фьорильо, Алекс Вальдеррама Боливия: Террасас — Вака, Урисар, Коимбра, Ариас — Кастильо, Мильтон Мельгар, Салинас — Давид Паниагва (Сильвио Рохас), Месса (Борха), Эрвин Ромеро | |                                                         |
| Колумбия | 2:2 | Боливия                                                 |
| Алекс Вальдеррама 2' Нольберто Молина 60'(пен.) | Голы | Мильтон Мельгар 78' Сильвио Рохас 80'                   |

| 4 сентября 1983 | \| Перу \| 2:1 \| Боливия \| \| Херман Легия 6' Хуан Кабальеро 21'(пен.) \| Голы \| Давид Паниагва 46' \| | Национальный стадион, Лима Зрителей: 50 000 Судья: Гильермо Будхе |
| Перу: Акасусо — Рамирес, Рекена, Гарсия, Дуарте (46 Рамирес) — Рохас, Веласкес, Херман Легия, Рейна (68 Касанова) — Эдуардо Маласхаэс, Франко Наварро, Хуан Кабальеро Боливия: Террасас — Варгас, Коимбра, Перес, Вака — Урисар, Мильтон Мельгар, Салинас — Давид Паниагва (Сильвио Рохас), Месса, Эрвин Ромеро | |                                                                   |
| Перу | 2:1 | Боливия                                                           |
| Херман Легия 6' Хуан Кабальеро 21'(пен.) | Голы | Давид Паниагва 46'                                                |

## Полуфиналы
| 13 октября 1983 | \| Перу \| 0:1 \| Уругвай \| \| \| Голы \| Агилера 65' \| | Национальный стадион, Лима Зрителей: 28 000 Судья: Серхио Васкес |
| Перу            | 0:1                                                       | Уругвай                                                          |
|                 | Голы                                                      | Агилера 65'                                                      |

| 13 октября, 1983      | \| Парагвай \| 1:1 \| Бразилия \| \| Мильсиадес Морель 70' \| Голы \| Эдер 88' \| | Дефенсорес дель Чако, Асунсьон Зрителей: 55 000 Судья: Гастон Кастро |
| Парагвай              | 1:1                                                                               | Бразилия                                                             |
| Мильсиадес Морель 70' | Голы                                                                              | Эдер 88'                                                             |

| 20 октября 1983 | \| Уругвай \| 1:1 \| Перу \| \| Кабрера 49' \| Голы \| Эдуардо Маласхаэс 24' \| | Сентенарио, Монтевидео Зрителей: 58 000 Судья: Артуро Итурральде |
| Уругвай         | 1:1                                                                             | Перу                                                             |
| Кабрера 49'     | Голы                                                                            | Эдуардо Маласхаэс 24'                                            |

| 20 октября 1983 | \| Бразилия \| 0:0 \| Парагвай \| | Парк ду Сабия, Уберландия Зрителей: 75 000 Судья: Хуан Карлос Лоустау |
| Бразилия        | 0:0                               | Парагвай                                                              |

Бразилия прошла в финал по жребию.

## Финал
| 27 октября 1983 | \| Уругвай \| 2:0 \| Бразилия \| \| Франческоли 41' Диого 80' \| Голы \| \| | Сентенарио, Монтевидео Зрителей: 65 000 Судья: Эктор Ортис |
| Уругвай: Родригес, Диого, Гутьеррес, Асеведо, Агреста, Гонсалес, Барриос, Кабрера, Агилера (Боссио'85), Франческоли, Акоста (Рамос'75) Бразилия: Леао, Леандро, Марсио, Мозер, Жуниор, Шина (Тита'60), Жоржиньо Путинатти, Ренато, Ренато Гаушу, Роберто Динамит, Эдер |                                                                             |                                                            |
| Уругвай | 2:0                                                                         | Бразилия                                                   |
| Франческоли 41' Диого 80' | Голы                                                                        |                                                            |

| 4 ноября 1983 | \| Бразилия \| 1:1 \| Уругвай \| \| Жоржиньо Путинатти 23' \| Голы \| Агилера 77' \| | Фонте-Нова, Салвадор Зрителей: 95 000 Судья: Эдисон Перес |
| Бразилия: Леао, Пауло Роберто, Марсио, Мозер, Жуниор, Шина, Жоржиньо Путинатти, Сократес, Тита (Ренато Гаушу'77), Роберто Динамит (Карека'43), Эдер Уругвай: Родригес, Диого, Гутьеррес, Асеведо, Агреста, Гонсалес, Барриос, Кабрера, Агилера (Боссио'82), Франческоли, Акоста (Рамос'46). |                                                                                      |                                                           |
| Бразилия | 1:1                                                                                  | Уругвай                                                   |
| Жоржиньо Путинатти 23' | Голы                                                                                 | Агилера 77'                                               |

## Бомбардиры
3 мяча
- Хорхе Бурручага
- Роберто Динамит
- Карлос Агилера

2 мяча
- Эдер
- Хорхе Аравена, Родольфо Дубо
- Алекс Вальдеррама
- Хуан Кабальеро, Эдуардо Маласхаэс, Франко Наварро
- Фернандо Морена